# Katie Leung
Katie Liu Leung, škotska igralka, * 8. avgust 1987, Motherwell, Severni Lanarkshire, Škotska, Združeno kraljestvo

## Biografija

### Zasebno življenje
Njena starša sta Peter Kar Wai Liu Leung. Ima ločene starše in večji del življenja je živela pri očetu. Katie ima še dva brata in sestro.
Njen oče je lastnik kitajske restavracije v Glasgowu na Škotskem.
Obiskovala je Hamilton College, v Hamiltonu, v južnem Lanarkshireu, na Škotskem. Študira na škotski univerzi v Glasgowu, z imenom Glasgow Caledonian University.

### Kariera
Njen oče je videl oglas za avdicijo, za vlogo v filmu Harry Potter in Ognjeni kelih in Katie Leung je odšla na avdicijo. Na avdiciji je čakala štiri ure,a splačalo se je. Za vlogo se je borilo več kot 4500 deklet in Katie je bila prepričana, da je ne bo dobila. A dva tedna kasneje je videla, da se je izplačalo čakati tako dolgo časa, saj so poklicali k njej domov in ji sporočili, da je dobila vlogo Cho Chang.
Celo Daniel Radcliffe, ki je v istem filmu igral glavno vlogo enega in edinega Harryja Potterja, je izjavil, da je Katie resnično neverjetna in zelo dobra igralka.
Njena najboljša prijateljica na snemanjih je bila Bonnie Wright, v filmu Ginny Weasley.
Katie je zaigrala tudi v naslednjem delu filma Harry Potter in Feniksov Red, kjer sta se morala njen lik in lik Daniela Radcliffa poljubiti. Mesec kasneje, po tem, ko je film prišel v kino dvorane, je Katie v nekem intervjuju povedala, da je bilo snemanje prizora s poljubom noro in da so morali prizor posneti 27-krat, preden je resnično uspel. Poljub je resnično požel veliko medijske pozornosti in bil nominiran za najboljši poljub leta 2008(MTV nagrada za poljub leta).
Katie je dejala, da v šestem delu Harry Potter in Polkrvni princ najbrž ne bo sodelovala, saj je Cho v knjigah v tem delu omenjena zgolj bežno in veliko manj kot v prejšnjih dveh. A vseeno je pristala, da bo nastopila tudi v šestem delu, ki bo prišel na filmska platna v sredini leta 2009.
Zagotovljeno je tudi že, da bo nastopila v zadnjem sedmem delu Harryja Potterja, z naslovom Harry Potter in Svetinje smrti.

## Filmografija
| Leto | Naslov                            | Vloga     | Ostalo                                 |
| ---- | --------------------------------- | --------- | -------------------------------------- |
| 2005 | Harry Potter in Ognjeni kelih     | Cho Chang |                                        |
| 2007 | Harry Potter in Feniksov Red      | Cho Chang | Film, video igra                       |
| 2008 | Agatha Christie's Poirot          | Hsui Tai  | (TV) Epizoda "Cat Amongst the Pigeons" |
| 2009 | Harry Potter in Princ mešane krvi | Cho Chang |                                        |